# 2004年の音楽
2004年の音楽（2004ねんのおんがく）では、2004年の音楽分野に関する動向をまとめる。
2003年の音楽-2004年の音楽-2005年の音楽

## 概要

### 1月
- 1日 KICK THE CAN CREWがアルバム『GOOD MUSIC』を日韓同時発売。韓国ではこれまで日本映画や邦楽に関して制限を設けていたが2004年1月1日より全面的に開放され、この作品が韓国発売の第一号作品となった[1]。
- 25日 安倍なつみがモーニング娘。を卒業。

### 2月
- 2日 この日のオリコン週間シングルチャートでスピッツの「スターゲイザー」が初登場1位に選ばれ、「スカーレット」以来7年ぶりの初登場1位を獲得。
- 4日 2003年にライブで活動再開宣言したL'Arc〜en〜Cielが2年5ヶ月ぶりのシングル「READY STEADY GO」を発売。
- 11日 THE HIGH-LOWSが『日曜日よりの使者』をシングルカット。元々は1995年発売のファーストアルバムに収録されている楽曲で、フジテレビ系の番組「ダウンタウンのごっつええ感じ」のエンディングテーマに起用されていた。

### 3月
- 3日 ハロー!プロジェクトに所属のアイドルグループBerryz工房デビュー。
- 4日 Hysteric Blueが、ギターを担当するナオキの強制わいせつ事件により解散。
- 31日 Whiteberry解散。

### 4月
- 7日 
  - 埼玉県出身の音楽ユニット、サスケがこの日にシングル『青いベンチ』を全国発売。
  - 京都府出身のバンド、スムルースがこの日にシングル『帰り道ジェット』でメジャーデビュー。
- 22日 2001年に当時の事務所との民事訴訟で歌手活動を無期限休止していた鈴木亜美が、文藝春秋からこの日発売の写真集とCDのセット扱いの書籍『強いキズナ』を引っさげて活動再開。
- 28日 平井堅がシングル「瞳をとじて」を発売。

### 5月
- 30日 椎名林檎率いるロックバンド・東京事変が本格始動。

### 6月
- 月中 175RのSHOGOと、元SPEEDの今井絵理子ができちゃった結婚[注 1]。
- 20日  KICK THE CAN CREW活動休止。

### 7月
- 7日 THE YELLOW MONKEY解散。
- 22日 
  - ポルノグラフィティのTamaが脱退。
  - ゆずがNHKのアテネオリンピック中継のテーマソングとなっているシングル「栄光の架橋」を発売。

### 8月
- 1日 
  - エイベックスのお家騒動が勃発、これにより依田巽会長が同社を辞任、松浦勝人が社長に就任する。
  - 辻希美、加護亜依がモーニング娘。を卒業。
- 11日 槇原敬之が1年9ヶ月ぶりのアルバム「EXPLORER」を発売。
- 17日 元チェッカーズでドラムを担当し、クロベエの愛称で親しまれた徳永善也が他界。

### 9月
- 月中 氣志團の星グランマニエが負傷。これを受けて東京ドームでのライブでは、阿部義晴が急遽サポートメンバーとして参加した。
- 8日
  - 宇多田ヒカルがUtadaとしてアルバムCD『EXODUS』で全米デビュー。
  - 東京事変がシングル「群青日和」でデビュー。
- 15日 フラワーカンパニーズが『深夜高速』を発売。
- 22日
  - アンダーグラフがシングル『ツバサ』でメジャーデビュー。
  - BENNIE Kが『サンライズ』を発売。

### 11月
- 17日 インディーズで活動を続けてきたロードオブメジャーがメジャーデビュー。
- 22日 ヒップホップアーティストのTOKONA-Xが他界。葬儀にはZEEBRAやシーモネーターなど、日本を代表するヒップホップアーティストが多数参加した。

### 12月
- 8日 コロンバスのライヴハウスでライヴを行っていたダメージプラン・元パンテラのギタリストであるダイムバッグ・ダレルが男に銃撃され、死亡した。
- 22日 KinKi Kidsがシングル「Anniversary」と2枚目のシングルコレクション「KinKi Single Selection II」を同時発売する。

## 洋楽シングル
- バックストリート・ボーイズ – Poster Girl
- Johan Becker – Let me love you
- ビヨンセ – ノーティ・ガール
- Blink-182 – Feeling This, I Miss You
- Broder Daniel – Shoreline
- マライア・キャリー – Say Something
- ザ・カーネーション – New Sensation
- サイプレス・ヒル – What's Your Number?
- アヴリル・ラヴィーン「マイ・ハッピー・エンディング」
- グリーン・デイ「ブールヴァード・オブ・ブロークン・ドリームス」
- ブライアン・マックファーデン「リアル・トゥ・ミー」
- ブレイク・シェルトン「サム・ビーチ」
- マクフライ「5カラーズ〜愛しのカラフル・ガール」
- マルーン5「ディス・ラヴ」
- アッシャー「コンフェッションズ」

## 洋楽アルバム
- D12: D12 World
- Destiny's Child : Destiny Fulfilled
- エミネム『アンコール』
- Franz Ferdinand: Franz Ferdinand
- George Michael : Patience
- グリーン・デイ『アメリカン・イディオット』
- Guns n' Roses : Greatest Hits
- Gwen Stefani : Love. Angel. Music. Baby.
- Jay-Z & Linkin Park : Collision Course
- Josh Groban : Closer
- Keane : Hopes and Fears
- マルーン5 : Songs About Jane
- ネリー : Suit

## ジャズ
- ノラ・ジョーンズ『フィールズ・ライク・ホーム』
- ジェイミー・カラム: Twenty Something
- フォープレイ: Journey
- The Idea of North: Evidence
- ダイアナ・クラール: The Girl in the Other Room
- Mike Nock: Duologue
- ベン・シドラン: Nick's Bump

## クラシック
- Michel van der Aa – Second self
- Louis Andriessen – Racconto dall'Inferno
- Cornelis de Bondt – Madame Daufine
- エリオット・カーター – Réflexions
- George Crumb – Winds of Destiny f

## 日本のシングル
- この年、シングルCDのミリオンセラーは、1989年以来15年ぶりに皆無となった[2]。
- 2004年発売のシングル全てを含めてもミリオンを記録したものはなく、これは1987年以来17年ぶりとなる。
  - この年10月に発売されたORANGE RANGEの「花」は、2011年現在、ミリオンセラーまであと9枚のところで未達成である。ちなみにプラネットではミリオンとして扱われている。
  - 一方、この年発売分の着うたは13件の100万DL作品が生まれている。着うたは1曲を何分割かして販売できる為、シングルCDとの単純比較は出来ないが、シングルCDの退潮とともに、音楽配信（フル配信である着うたフル・PC配信を含む）への市場移行が本格化した年でもあった。
- ORANGE RANGEが人気になった。TOP30中にこの年発売したシングル4作中3作がチャートインし、10万枚限定生産の「チェスト」も完売した。
- 7月12日付のオリコン週間シングルチャートでは1位から10位までを男性アーティストが独占するなど、男性アーティストの活躍が目立った[2]。

### 邦楽年間TOP50
※集計期間 2003年12月1日付 - 2004年11月22日付
集計会社 オリコン
- 1位 平井堅：「瞳をとじて」
- 2位 Mr.Children：「Sign」
- 3位 平原綾香：「Jupiter」
- 4位 ORANGE RANGE：「花」
- 5位 Mr.Children：「掌／くるみ」
- 6位 柴咲コウ：「かたち あるもの」
- 7位 ORANGE RANGE：「ロコローション」
- 8位 サザンオールスターズ：「君こそスターだ／夢に消えたジュリア」
- 9位 河口恭吾：「桜」
- 10位 Gorie with Jasmine & Joann：「Mickey」
- 11位 SMAP：「世界に一つだけの花 (シングル・ヴァージョン)」
- 12位 大塚愛：「さくらんぼ」
- 13位 NEWS：「希望 〜Yell〜」
- 14位 宇多田ヒカル：「誰かの願いが叶うころ」
- 15位 ケツメイシ：「君にBUMP」
- 16位 浜崎あゆみ：「INSPIRE」
- 17位 KinKi Kids：「ね、がんばるよ。」
- 18位 L'Arc〜en〜Ciel：「READY STEADY GO」
- 19位 浜崎あゆみ：「Moments」
- 20位 浜崎あゆみ：「CAROLS」
- 21位 DREAMS COME TRUE：「やさしいキスをして」
- 22位 B'z：「BANZAI」
- 23位 サザンオールスターズ：「彩 〜Aja〜」
- 24位 ORANGE RANGE：「ミチシルベ〜a road home〜」
- 25位 ケツメイシ：「涙」
- 26位 ゆず：「栄光の架橋」
- 27位 B'z：「ARIGATO」
- 28位 平井堅：「思いがかさなるその前に…」
- 29位 嵐：「瞳の中のGalaxy/Hero」
- 30位 一青窈：「ハナミズキ」
- 31位 NEWS：「紅く燃ゆる太陽」
- 32位 森山直太朗：「さくら (独唱)」
- 33位 スピッツ：「スターゲイザー」
- 34位 ポルノグラフィティ：「シスター」
- 35位 EXILE：「Carry On／運命のヒト」
- 36位 稲葉浩志：「Wonderland」
- 37位 nobodyknows+：「ココロオドル」
- 38位 L'Arc〜en〜Ciel：「自由への招待」
- 39位 堂本剛：「WAVER」
- 40位 MONGOL800：「ヨロコビノウタ」
- 41位 くず：「全てが僕の力になる!」
- 42位 東京事変：「群青日和」
- 43位 &G：「Wonderful Life」
- 44位 氷川きよし：「番場の忠太郎」
- 45位 CHEMISTRY：「YOUR NAME NEVER GONE／Now or Never／You Got Me」
- 46位 GLAY：「時の雫」
- 47位 ポルノグラフィティ：「愛が呼ぶほうへ」
- 48位 BUMP OF CHICKEN：「アルエ」
- 49位 関ジャニ∞：「浪花いろは節」
- 50位 BUMP OF CHICKEN：「オンリー ロンリー グローリー」

### インディーズシングル年間10
|    | アーティスト名             | 曲名                         | レーベル                               |
| -- | -------------------------- | ---------------------------- | -------------------------------------- |
| 1  | MONGOL800                  | ヨロコビノウタ               | TISSUE FREAK RECORDS/HIGH WAVE         |
| 2  | リュウ                     | モーメント/最初から今まで    | ユナイテッド・アジアエンターティメント |
| 3  | サスケ                     | 青いベンチ                   | MOMOMO Records                         |
| 4  | 川嶋あい                   | 12個の季節〜4度目の春〜      | つばさレコーズ                         |
| 5  | 大泉洋 with STARDUST REVUE | 本日のスープ(全国盤)         | オーマガトキ                           |
| 6  | ソニン                     | ほんとはね。                 | HARMONY RECORDS                        |
| 7  | 萬Z (量産型)               | 日本ブレイク工業「社歌」     | INFINITE RECORDS                       |
| 8  | JINDOU                     | WILD CHALLENGER              | JINDOU RECORDS                         |
| 9  | 川嶋あい                   | 525ページ 〜プロローグから〜 | つばさレコーズ                         |
| 10 | 川嶋あい                   | マーメイド                   | つばさレコーズ                         |

## 日本のアルバム（邦楽・洋楽）
- テレビドラマ『プライド』の劇中歌として使用されたクイーンのベスト・アルバムがミリオンセラーに。1977年の『華麗なるレース』以来実に27年ぶりとなる週間チャート1位も獲得した。
- 同じく、テレビドラマ『冬のソナタ』が大ブームとなり、そのサウンドトラックがTOP20入りした。
- シングルとは対照的に、アルバムのミリオンセラーは6作。前年度の7作から微減。
- 宇多田ヒカルがベスト・アルバムをリリース。CD自体の売り上げが大きく下降していることも関係してか、過去3作のオリジナルアルバムを下回る売り上げとなったが、約260万枚の大ヒットとなった。
- 前年にSMAPに提供した『世界に一つだけの花』が大ヒットとなったことから、提供者の槇原敬之の売り上げが復調。オリジナルアルバムは週間チャートで1位を獲得し、ベスト・アルバムもヒット。2作とも年間TOP50入りした。
- この年に発売されたORANGE RANGEの『musiQ』は、発売初日に100万枚を突破し、翌年のオリコンアルバムチャート年間1位となり、最終的なセールスは264万枚となった。

### 日本の総合年間TOP50（邦楽・洋楽）
※集計期間 2003年12月1日付 - 2004年11月22日付
集計会社 オリコン
- 1位 宇多田ヒカル：『Utada Hikaru SINGLE COLLECTION VOL.1』
- 2位 Mr.Children：『シフクノオト』
- 3位 クイーン：『クイーン・ジュエルズ 〜ヴェリー・ベスト・オブ・クイーン〜』
- 4位 EXILE：『EXILE ENTERTAINMENT』
- 5位 浜崎あゆみ：『Memorial address』
- 6位 Utada：『EXODUS』
- 7位 倉木麻衣：『Wish You The Best』
- 8位 アヴリル・ラヴィーン：『アンダー・マイ・スキン』
- 9位 ポルノグラフィティ：『PORNO GRAFFITTI BEST BLUE'S』
- 10位 ポルノグラフィティ：『PORNO GRAFFITTI BEST RED'S』
- 11位 リュウ／ソン：『冬の恋歌 オリジナルサウンドトラック完全盤 ―国内盤―』
- 12位 中島美嘉：『LØVE』
- 13位 BoA：『LOVE & HONESTY』
- 14位 CHEMISTRY：『One×One』
- 15位 ORANGE RANGE：『1st CONTACT』
- 16位 HY：『TRUNK』
- 17位 槇原敬之：『EXPLORER』
- 18位 Various Artists：『"BLUE" A TRIBUTE TO YUTAKA OZAKI』
- 19位 BUMP OF CHICKEN：『ユグドラシル』
- 20位 大塚愛：『LOVE PUNCH』
- 21位 aiko：『暁のラブレター』
- 22位 ASIAN KUNG-FU GENERATION：『ソルファ』
- 23位 槇原敬之：『Completely Recorded』
- 24位 平井堅：『Ken's Bar』
- 25位 女子十二楽坊：『女子十二楽坊 〜Beautiful Energy〜』
- 26位 島谷ひとみ：『Delicious! 〜The Best of Hitomi Shimatani〜』
- 27位 TAK MATSUMOTO：『THE HIT PARADE』
- 28位 EXILES：『HEART of GOLD 〜STREET FUTURE OPERA BEAT POPS〜』
- 29位 平原綾香：『ODYSSEY』
- 30位 森山直太朗：『新たなる香辛料を求めて』
- 31位 柴咲コウ：『蜜』
- 32位 矢井田瞳：『Single collection』
- 33位 nobodyknows+：『Do You Know?』
- 34位 LOVE PSYCHEDELICO：『LOVE PSYCHEDELICO III』
- 35位 L'Arc〜en〜Ciel：『SMILE』
- 36位 ゆず：『1 〜ONE〜』
- 37位 DREAMS COME TRUE：『DREAMAGE-DREAMS COME TRUE “LOVE BALLAD COLLECTION”』
- 38位 ブリトニー・スピアーズ：『グレイテスト・ヒッツ:マイ・プリロガティヴ』
- 39位 レッド・ホット・チリ・ペッパーズ：『グレイテスト・ヒッツ』
- 40位 ブリトニー・スピアーズ：『イン・ザ・ゾーン』
- 41位 Various Artists：『THE BEST OF DETECTIVE CONAN 2 〜名探偵コナン テーマ曲集2〜』
- 42位 m-flo：『ASTROMANTIC』
- 43位 女子十二楽坊：『輝煌 〜Shining Energy〜』
- 44位 KICK THE CAN CREW：『BEST ALBUM 2001-2003』
- 45位 Every Little Thing：『commonplace』
- 46位 MONGOL800：『百々』
- 47位 ASIAN KUNG-FU GENERATION：『君繋ファイブエム』
- 48位 稲葉浩志：『Peace Of Mind』
- 49位 Do As Infinity：『GATES OF HEAVEN』
- 50位 ビートルズ：『レット・イット・ビー...ネイキッド』

### インディーズアルバム年間10
|    | アーティスト名                       | 曲名                                               | レーベル                               |
| -- | ------------------------------------ | -------------------------------------------------- | -------------------------------------- |
| 1  | リュウ/ソン                          | 冬の恋歌 オリジナルサウンドトラック完全盤 -国内盤- | ユナイテッド・アジアエンターティメント |
| 2  | HY                                   | TRUNK                                              | 東屋慶名建設                           |
| 3  | MONGOL800                            | 百々                                               | TISSUE FREAK RECORDS/HIGH WAVE         |
| 4  | サスケ                               | Smile                                              | MOMOMO Records                         |
| 5  | Zero/イ・ジョンヒョン/リュ・シウォン | Beautiful Days 〜美しき日々〜                      | ユナイテッド・アジアエンターテイメント |
| 6  | Ken Yokoyama                         | The Cost Of My Freedom                             | PIZZA OF DEATH RECORDS                 |
| 7  | HY                                   | Street Story                                       | 東屋慶名建設                           |
| 8  | クレイジーケンバンド                 | CKBB - OLDIES BUT GOODIES                          | SUBSTANCE                              |
| 9  | locofrank                            | ripple                                             | 773Four RECORDS/Limited Records        |
| 10 | L'Arc〜en〜Ciel                      | DUNE                                               | Danger Crue Records                    |

## DVD
- 1位 SMAP『Live MIJ』
- 2位 B'z『Typhoon No.15 〜B'z LIVE-GYM The Final Pleasure "IT'S SHOWTIME!!" in 渚園〜』
- 3位 女子十二楽坊『女子十二楽坊 〜日本初プレミアム演奏会〜』
- 4位 KinKi Kids『KinKi KISS2 Single Selection』
- 5位 宇多田ヒカル『Utada Hikaru in BudoKan 2004 ヒカルの5』
- 6位 堂本光一『KOICHI DOMOTO LIVE TOUR 2004 1/2』
- 7位 浜崎あゆみ『A museum 〜30th single collection live〜』
- 8位 サザンオールスターズ『SUMMER LIVE 2003「流石だスペシャルボックス」胸いっぱいの “LIVE in 沖縄” & 愛と情熱の “真夏ツアー完全版”』
- 9位 KinKi Kids『KinKi Kids Dome F Concert 〜Fun Fan Forever〜』
- 10位 ケツメイシ『ケツの穴 〜初級篇〜』
- 11位 EXILE『EXILE LIVE TOUR 2004 "EXILE ENTERTAINMENT"』
- 12位 倉木麻衣『My Reflection』
- 13位 BOØWY『GIGS at BUDOKAN-BEAT EMOTION ROCK'N ROLL CIRCUS TOUR 1986.11.11〜1987.2.24』
- 14位 モーニング娘。『コンサート2003 "15人でNON STOP!"』
- 15位 氣志團『氣志團万博2003 木更津グローバル・コミュニケーション!! 〜Born in the toki no K-city〜』
- 16位 DREAMS COME TRUE『史上最強の移動遊園地 DREAMS COME TRUE WONDERLAND 2003』
- 17位 浜崎あゆみ『ayumi hamasaki ARENA TOUR 2003-2004 A』
- 18位 浜崎あゆみ『COMPLETE CLIP BOX』
- 19位 アヴリル・ラヴィーン『マイ・ワールド〜アヴリル・ラヴィーン・ライヴ〜』
- 20位 EXILE『EXPV 3』
- 21位 NEWS『NEWSニッポン0304』
- 22位 ブリトニー・スピアーズ『イン・ザ・ゾーン DVD（英語版）』
- 23位 Various Artists『Hello! Project 2004 Winter 〜C'MON!ダンスワールド〜』
- 24位 ORANGE RANGE『ヴィデヲ・ラ・コンタクト』
- 25位 L'Arc〜en〜Ciel『7』
- 26位 嵐『How's it going? SUMMER CONCERT 2003』
- 27位 椎名林檎『Electric Mole』
- 28位 モーニング娘。『シングルV「女子かしまし物語」』
- 29位 モーニング娘。『モーニング娘。CONCERT TOUR 2004春 The BEST of Japan』
- 30位 森山直太朗『永遠はオルゴールの中に』
- 31位 BoA『BoA LIVE TOUR 2004-LOVE & HONESTY-』
- 32位 安室奈美恵『namie amuro SO CRAZY tour featuring BEST singles 2003-2004』
- 33位 Various Artists『Hello!Prject 2004 SUMMER 〜夏のドーン!〜』
- 34位 Cocco『Heaven's hell』
- 35位 HY『Street Story』
- 36位 モーニング娘。『シングルV「愛あらばIT'S ALL RIGHT」』
- 37位 GLAY『The Complete of THE FRUSTRATED-RECORDING DOCUMENTARY&LIVE-』
- 38位 THEE MICHELLE GUN ELEPHANT『BURNING MOTORS GO LAST HEAVEN』
- 39位 aiko『Love Like Rock』
- 40位 MISIA『THE TOUR OF MISIA 2004 MARS & ROSES』
- 41位 レッド・ホット・チリ・ペッパーズ『ライブ・アット・スレイン・キャッスル』
- 42位 松浦亜弥『松浦亜弥シングルVクリップス2』
- 43位 スピッツ『放浪隼純情双六 Live 2000-2003』
- 44位 ケツメイシ『ケツの穴 〜入門篇〜』
- 45位 マイケル・ジャクソン『ナンバー・ワンズ』
- 46位 GLAY『LIVE DVD BOX vol.1(includes LIVE DVD 3 Titles & GLAY Perfect Data 1994-2004)』
- 47位 後藤真希『後藤真希 シングルVクリップス①』
- 48位 氣志團『氣志團現象大全 -SAMURAI SPIRIT SUICIDE-』
- 49位 滝沢秀明『DREAM BOY』
- 50位 モーニング娘。『シングルV「浪漫 〜MY DEAR BOY〜」』

Category:2004年のライブ・ビデオを参照

## 音楽配信 (日本)
着うた®年間
- 1位 ORANGE RANGE「花 (サビver.)」
- 2位 平井堅「瞳をとじて」
- 3位 柴咲コウ「かたちあるもの」
- 4位 ORANGE RANGE「ロコローション (サビver.)」
- 5位 大塚愛「さくらんぼ」
- 6位 nobodyknows+「ココロオドル」
- 7位 浜崎あゆみ「CAROLS」
- 8位 ケツメイシ「君にBUMP」
- 9位 浜崎あゆみ「INSPIRE」
- 10位 平原綾香「Jupiter」

着信メロディ年間
- 1位 平井堅「瞳をとじて」
- 2位 平原綾香「Jupiter」
- 3位 大塚愛「さくらんぼ」
- 4位 ORANGE RANGE「ロコローション」
- 5位 Mr.Children「Sign」
- 6位 柴咲コウ「かたちあるもの」
- 7位 ORANGE RANGE「花」
- 8位 河口恭吾「桜」
- 9位 クイーン「ボーン・トゥ・ラヴ・ユー」
- 10位 宇多田ヒカル「誰かの願いが叶うころ」

### 音楽配信ゴールド認定シングル
| 作品名                                          | 認定月     |
| ミリオン                                        | ミリオン   |
| ----------------------------------------------- | ---------- |
| スキマスイッチ「奏 （かなで）」                 | 2014年5月  |
| トリプル・プラチナ                              |            |
| ORANGE RANGE「花」                              | 2015年9月  |
| ダブル・プラチナ                                |            |
| m-flo「let go」                                 | 2014年1月  |
| DREAMS COME TRUE「やさしいキスをして」          | 2014年2月  |
| レミオロメン「3月9日」                          | 2017年2月  |
| 平井堅「瞳をとじて」                            | 2017年4月  |
| BoA「メリクリ」                                 | 2018年1月  |
| プラチナ                                        |            |
| L'Arc〜en〜Ciel「READY STEADY GO」              | 2012年4月  |
| nobodyknows+「ココロオドル -original version-」 | 2012年10月 |
| 氣志團「結婚闘魂行進曲「マブダチ」」            | 2013年3月  |
| ASIAN KUNG-FU GENERATION「リライト」            | 2014年1月  |
| FLOW「GO!!!」                                   | 2015年3月  |
| 宇多田ヒカル「誰かの願いが叶うころ」            | 2020年5月  |
| ゴールド                                        |            |
| 槇原敬之「僕が一番欲しかったもの」              | 2012年6月  |
| 安室奈美恵「ALL FOR YOU」                       | 2014年1月  |
| 安室奈美恵「GIRL TALK」                         | 2014年1月  |
| EXILE「HERO」                                   | 2014年1月  |
| ORANGE RANGE「ロコローション」                  | 2014年1月  |
| ゴスペラーズ「ミモザ」                          | 2014年1月  |
| 浜崎あゆみ「Moments」                           | 2014年1月  |
| 平井堅「思いがかさなるその前に…」               | 2014年1月  |
| 森山直太朗「愛し君へ」                          | 2014年1月  |
| L'Arc〜en〜Ciel「自由への招待」                 | 2014年1月  |
| グリーン・デイ「アメリカン・イディオット」      | 2014年1月  |
| 大塚愛「金魚花火」                              | 2014年7月  |
| 大塚愛「大好きだよ。」                          | 2014年7月  |
| 倖田來未「Rain」                                | 2014年7月  |
| 大塚愛「甘えんぼ」                              | 2014年8月  |
| day after tomorrow「そして僕にできるコト」      | 2014年9月  |
| ORANGE RANGE「ミチシルベ〜a road home〜」       | 2015年6月  |
| 玉置成実「Reason」                              | 2015年6月  |
| 東京事変「群青日和」                            | 2015年11月 |
| Janne Da Arc「DOLLS」                           | 2016年1月  |
| ASIAN KUNG-FU GENERATION「ループ&ループ」       | 2016年11月 |
| スピッツ「スターゲイザー」                      | 2017年5月  |
| THE HIGH-LOWS「日曜日よりの使者」               | 2019年8月  |
| 森山直太朗「生きとし生ける物へ」                | 2019年12月 |
| 諫山実生「月のワルツ」                          | 2021年6月  |

### 音楽配信ゴールド認定アルバム
| 作品名                                               | 認定月     |
| ゴールド                                             | ゴールド   |
| ---------------------------------------------------- | ---------- |
| 宇多田ヒカル『Utada Hikaru SINGLE COLLECTION VOL.1』 | 2016年11月 |

### ストリーミング認定シングル
| 作品名                                          | 認定月     |
| プラチナ                                        | プラチナ   |
| ----------------------------------------------- | ---------- |
| スキマスイッチ「奏 （かなで）」                 | 2022年12月 |
| ゴールド                                        |            |
| ORANGE RANGE「花」                              | 2022年4月  |
| Mr.Children「Sign」                             | 2022年8月  |
| nobodyknows+「ココロオドル -original version-」 | 2022年10月 |
| BoA「メリクリ」                                 | 2022年12月 |
| ゆず「栄光の架橋」                              | 2022年12月 |
| シルバー                                        |            |
| ASIAN KUNG-FU GENERATION「リライト」            | 2021年9月  |

## カラオケ年間50 (日本)
- 1位 夏川りみ「涙そうそう」
- 2位 SMAP「世界に一つだけの花」
- 3位 森山直太朗「さくら(独唱)」
- 4位 一青窈「ハナミズキ」
- 5位 中島美嘉「雪の華」
- 6位 浜圭介と桂銀淑「北空港」
- 7位 木の実ナナ&五木ひろし「居酒屋」
- 8位 水森かおり「鳥取砂丘」
- 9位 大塚愛「さくらんぼ」
- 10位 平井堅「瞳をとじて」
- 11位 都はるみ・宮崎雅「ふたりの大阪」
- 12位 HY「AM11:00」
- 13位 EXILE「Choo Choo TRAIN」
- 14位 石原裕次郎「北の旅人」
- 15位 石川さゆり「天城越え」
- 16位 吉幾三「酒よ」
- 17位 石原裕次郎・牧村旬子「銀座の恋の物語」
- 18位 長渕剛「しあわせになろうよ」
- 19位 尾崎豊「I LOVE YOU」
- 20位 サザンオールスターズ「TSUNAMI」
- 21位 門倉有希「ノラ」
- 22位 Every Little Thing「fragile」
- 23位 藤谷美和子・大内義昭「愛が生まれた日」
- 24位 平原綾香「Jupiter」
- 25位 河口恭吾「桜」
- 26位 テレサ・テン「つぐない」
- 27位 長山洋子「じょんから女節」
- 28位 ORANGE RANGE「ロコローション」
- 29位 柴咲コウ「かたち あるもの」
- 30位 橋幸夫・安倍里葎子「今夜は離さない」
- 31位 スピッツ「チェリー」
- 32位 水森かおり「釧路湿原」
- 33位 DREAMS COME TRUE「やさしいキスをして」
- 34位 美空ひばり「みだれ髪」
- 35位 岩崎良美「タッチ」
- 36位 浜崎あゆみ「No way to say」
- 37位 川中美幸・弦哲也「二輪草」
- 38位 イルカ「なごり雪」
- 39位 Mr.Children「Sign」
- 40位 天童よしみ「珍島物語」
- 41位 SMAP「世界に一つだけの花(シングル・ヴァージョン)」
- 42位 河島英五「酒と泪と男と女」
- 43位 中島みゆき「地上の星」
- 44位 nobodyknows+「ココロオドル」
- 45位 大川栄策「さざんかの宿」
- 46位 BEGIN「島人ぬ宝」
- 47位 BoA「VALENTI」
- 48位 175R「空に唄えば」
- 49位 浜崎あゆみ「Moments」
- 50位 鈴木聖美 with Rats&Star「ロンリー・チャップリン」

## イベント

### ライブ
- 3月2日、ZARDがデビュー14年目にして初の全国ツアーを開始。好評のため追加公演、再追加公演も行われた。
- 7月31日、GLAYがUSJ（ユニバーサル・スタジオ・ジャパン）の特設会場で「GLAY EXPO 2004」を行った。観客動員は10万人。
- 8月21日、長渕剛が鹿児島県の桜島特設ステージで、約7万5000人の観衆を集めての桜島オールナイトコンサートを敢行し、大成功を収める。
- 10月30日 - 奥田民生が故郷広島の広島市民球場で10周年ライブ。
- 11月27日 - 氣志團東京ドームライブ。観客動員4万5000人。
- 12月31日 - ORANGE RANGEが那覇市内の特設会場にてカウントダウンライブを決行。同時に第55回NHK紅白歌合戦に中継出演した。

### 毎年恒例イベント
| 開催日                                               | タイトル                                                                       |
| ---------------------------------------------------- | ------------------------------------------------------------------------------ |
| 5月8日                                               | 80215 & SPECE SHOWER TV 15th ANNIVERSARY SPECIAL SWEET LOVE SHOWER 2004 SPRING |
| 7月3日・4日                                          | 第22回 PEACEFUL LOVE ROCK FESTIVAL 2004                                        |
| 7月10日                                              | MEGA☆ROCKS 2004（初回）                                                        |
| 7月14日〜8月25日                                     | ロラパルーザ 2004（中止）                                                      |
| 7月16日・24日                                        | Golden Circle Vol.6                                                            |
| 7月17日・18日                                        | WIRE04                                                                         |
| 7月19日                                              | Augusta Camp 2004                                                              |
| 7月25日                                              | MEET THE WORLD BEAT 2004                                                       |
| 7月30日・31日・8月1日                                | FUJI ROCK FESTIVAL 2004                                                        |
| 7月31日・8月7日 8月14日・8月21日・22日 8月28日・29日 | a-nation 2004                                                                  |
| 8月6日・7日・8日                                     | ROCK IN JAPAN FESTIVAL 2004                                                    |
| 8月7日・8日                                          | SUMMER SONIC 2004                                                              |
| 8月8日                                               | 八食サマーフリーライブ 2004                                                    |
| 8月9日                                               | ASIAN KUNG-FU GENERATION presents NANO-MUGEN FES. in OSAKA                     |
| 8月13日                                              | Exciting Summer in WAJIKI 2004                                                 |
| 8月13日・14日                                        | RISING SUN ROCK FESTIVAL 2004                                                  |
| 8月13日〜9月3日                                      | TREASURE05X 2004（初回）                                                       |
| 8月17日                                              | SPIRIT SOUL FLAVOR Vol.3〜BOYZ OF SUMMER〜（初回）                             |
| 8月21日・22日                                        | HIGHER GROUND 2004                                                             |
| 8月21日・22日                                        | MONSTER baSH 2004                                                              |
| 8月22日                                              | Sky Jamboree '04 〜夢合わせ〜                                                  |
| 8月25日・26日                                        | ロックロックこんにちは! Version8 他動発散 聴動開心                             |
| 8月28日                                              | SOUND MARINA 2004 in SAKA ～Feel the voice 3～                                 |
| 8月28日                                              | 横浜レゲエ祭 2004                                                              |
| 8月28日・29日                                        | SETSTOCK 2004                                                                  |
| 8月28日・29日                                        | J-WAVE LIVE 2000+4                                                             |
| 8月29日                                              | RUSH BALL 2004                                                                 |
| 8月30日                                              | 音楽と髭達 2004                                                                |
| 9月3日・4日・5日                                     | 12th Sunset Live 2004                                                          |
| 9月11日・12日                                        | 定禅寺ストリートジャズフェスティバル 2004                                      |
| 9月13日〜18日                                        | RADIO BERRY ベリテンライブ2004                                                 |
| 9月20日                                              | TEPCOひかり presents SPACE SHOWER TV SWEET LOVE SHOWER 2004                    |
| 10月2日・3日                                         | 朝霧JAM 2004                                                                   |
| 10月9日                                              | 荒吐宵祭                                                                       |
| 10月14日                                             | Dream Power ジョン・レノン スーパー・ライヴ 2004                               |
| 10月22日・23日・24日                                 | MINAMI WHEEL 2004                                                              |
| 12月1日                                              | Act Against AIDS 2004「THE VARIETY 12」                                        |
| 12月5日                                              | 天嘉-参-                                                                       |
| 12月29日・30日・31日                                 | COUNTDOWN JAPAN 04/05                                                          |
| 12月31日                                             | 第55回NHK紅白歌合戦                                                            |

### 日本武道館公演
- 1月1日 - 椎名へきる
- 1月3日・4日 - 氣志團
- 1月6日・7日 - PIERROT
- 1月31日・2月1日 - Do As Infinity
- 2月3日・4日・7日・8日・10日 - 宇多田ヒカル
- 2月14日 - 吉川晃司
- 3月8日・9日 - デヴィッド・ボウイ
- 3月13日・14日・27日・28日 - TOKIO
- 3月17日 - Hyde
- 4月22日 - コスモ アースコンシャス アクト アースデー・コンサート
- 4月24日 - ウルフルズ
- 4月26日 - ドリーム・シアター
- 4月27日・28日 - aiko
- 5月8日 - THE BOOM
- 5月27日・28日・29日 - キッス
- 6月16日・17日 - EXILE
- 6月18日 - くるり
- 6月21日・22日 - 松田聖子
- 6月24日・25日 - TM NETWORK
- 7月1日 - ASIAN KUNG-FU GENERATION presents NANO-MUGEN FES.
- 7月2日・3日 - 槇原敬之
- 7月13日・14日・15日 - オフスプリング
- 7月23日 - ZARD
- 8月25日 - テレビ朝日開局45周年記念 BBQ'04
- 8月26日 - PIERROT
- 8月27日・28日 - w-inds.
- 8月31日 - 雅-miyavi-
- 9月2日 - KINGDOM ROCK SHOW 2004
- 9月3日・4日 - アース・ウィンド・アンド・ファイアー
- 9月7日 - TMG
- 9月8日・9日 - 稲葉浩志
- 9月18日・19日 - TOKIO（19日は二部制）
- 9月29日 - Janne Da Arc
- 10月1日 - クレイジーケンバンド
- 10月17日 - 175R
- 11月6日 - 甲斐よしひろ
- 11月25日・26日 - 斉藤和義
- 11月27日・28日・30日 - CHAGE and ASKA
- 11月30日 - ASIAN KUNG-FU GENERATION
- 12月1日 - Act Against AIDS
- 12月8日・9日・11日 - ゆず
- 12月13日 - 今井美樹
- 12月15日・16日・18日・19日・20日 - 矢沢永吉
- 12月21日 - GO!GO!7188
- 12月22日・23日・24日 - THE ALFEE
- 12月26日 - RIP SLYME
- 12月26日・29日 - BUCK-TICK
- 12月30日 - 藤井フミヤ

### 東京ドーム公演
- 1月1日 - KinKi Kids
- 1月17日・18日 - MISIA
- 7月20日 - エアロスミス
- 8月22日 - 氷室京介
- 10月30日・31日 - イーグルス
- 11月27日 - 氣志團
- 12月23日 - 矢井田瞳
- 12月26日 - THE YELLOW MONKEY
- 12月30日・31日 - KinKi Kids

## 主要な賞
| 賞                                | 受賞作・受賞者 |
| --------------------------------- | --- |
| 第45回日本レコード大賞            | - 大賞 - レコード大賞-Mr.Children「Sign」･･･バンドとして初の二度の受賞となった。 - 最優秀歌唱賞 - 夏川りみ「愛よ愛よ」 - 最優秀新人賞 - 大塚愛「さくらんぼ」 - ベスト・アルバム賞 - 五木ひろし「おんなの絵本」 - 特別賞 - 松平健「マツケンサンバII」 - 金賞 - 神野美伽「あかね雲」 - 華原朋美「あなたがいれば」 - EXILE「Carry On」 - BoA「QUINCY」 - 水森かおり「釧路湿原」 - 河口恭吾「桜」 - Lead「Night Deluxe」 - 原田悠里「氷見(ひみ)の雪」 - 氷川きよし「番場の忠太郎」 - DA PUMP「胸焦がす...」 |
| 第45回ゴールデン・アロー賞        | - 音楽賞 - 松平健 |
| 第37回日本有線大賞                | - 日本有線大賞 - 氷川きよし「番場の忠太郎」 - 最多リクエスト歌手賞 - EXILE「HEART of GOLD」 - 最多リクエスト曲賞 - 氷川きよし「番場の忠太郎」 - 最優秀新人賞 - 大塚愛「さくらんぼ」 |
| 第18回日本ゴールドディスク大賞    | （対象期間 2003年2月1日 - 2004年1月31日） - 邦楽アーティスト・オブ・ザ・イヤー - 浜崎あゆみ - 洋楽アーティスト・オブ・ザ・イヤー - 女子十二楽坊 - 邦楽ニューアーティスト・オブ・ザ・イヤー - I WiSH, ASIAN KUNG-FU GENERATION, 175R, ORANGE RANGE, SOUL'd OUT, 玉置成実, 林明日香, HALCALI, FLOW, 光永亮太 - 洋楽ニューアーティスト・オブ・ザ・イヤー - エヴァネッセンス, ショーン・ポール, 女子十二楽坊, ステイシー・オリコ, t.A.T.u |
| 第18回TEENS' MUSIC FESTIVAL       | - LOTTE賞 - NICO Touches the Walls |
| 第8回SPACE SHOWER MUSIC AWARDS    | - VIDEO OF THE YEAR - Mr.Children「くるみ」（監督：丹下紘希） - BEST ALTERNATIVE VIDEO - ゆらゆら帝国「夜行性の生き物3匹」（監督：山口保幸） - BEST GROOVE VIDEO - FIRE BALL「アンジェリータ」（監督：高木聡） - BEST NEW ARTIST VIDEO - ASIAN KUNG-FU GENERATION「君という花」（監督：豊田利晃） - BEST INTERNATIONAL VIDEO - ビヨンセ feat.ジェイ・Z「クレイジー・イン・ラブ」（監督：JAKE NAVA） - BEST R&B VIDEO - AI「Thank U」（監督：ウスイヒロシ） - BEST CG/ANIMATION VIDEO - HIFANA「FATBROS」（監督：+cruz/peng/fan） - BEST WEB SITE by beatrip - CHEMISTRY - BEST STORY VIDEO - 氣志團「SECRET LOVE STORY」（監督：スミス） - BEST SHOOTING VIDEO - HALCALI「タンデム」（監督：田中秀幸） |
| 第6回ホテルオークラ音楽賞         | - 受賞 - 上岡敏之、高橋薫子 |
| 第6回ライブスピカ                 | - 年間チャンピオン - 神風グリーン |
| 第5回別宮賞                       | - 受賞 - 小鍛冶邦隆 |
| 第3回MTV Video Music Awards Japan | - 最優秀ビデオ賞 - ミッシー・エリオット「パス・ザット・ダッチ」 - 最優秀アーティストビデオ賞（男性） - Frontin「ファレル・ウィリアムス feat. ジェイ・Z」 - 最優秀アーティストビデオ賞（女性） - 浜崎あゆみ「Because of You」 - 最優秀グループビデオ賞 - KICK THE CAN CREW「性コンティニュー」 - 最優秀映画ビデオ賞 - ピンク feat. ウィリアム・オービット「Feel Good Time」 - 最優秀新人アーティストビデオ賞 - ORANGE RANGE「上海ハニー」 - 最優秀ロックビデオ賞 - グッド・シャーロット「The Anthem」 - 最優秀ポップビデオ賞 - 浜崎あゆみ「No way to say」 - 最優秀R&Bビデオ賞 - 安室奈美恵「Put 'Em Up」 - 最優秀ヒップホップビデオ賞 - ZEEBRA「Touch the sky」 - 最優秀コラボレーションビデオ賞 - ビヨンセ feat. ジェイ・Z「クレージー・イン・ラブ」 - 最優秀アルバム賞 - アウトキャスト「Speakerboxxx/The Love Below」 |
| 第3回佐川吉男音楽賞               | - 音楽賞 - ヤナーチェク : 歌劇「運命」演奏会形式 - 奨励賞 - 伊藤康英 : オペラ「ミスター・シンデレラ」 |
| 第2回武生作曲賞                   | - 受賞 - 大村久美子『Luminous Spiral』フルート、オーボエ、クラリネットのための |

## デビュー

### 1月
- 1日 - 大江戸台風族「JUGEM」
- 1日 - Kagrra,「愁」
- 7日 - 井上由美子「恋の糸ぐるま」
- 10日 - ZAZEN BOYS「ZAZEN BOYS」（インディーズデビュー）
- 15日 - 彩乃「コナユキ」
- 15日 - サンタラ「バニラ」
- 19日 - ピーコ「逢いびき」「恋は一日のように～ピーコ シャンソンを歌う」
- 21日 - OUTLAW「僕の存在は嘘じゃなかった」
- 21日 - 奥村愛子「いっさいがっさい」
- 21日 - コザック前田と泉谷しげる「生活/永遠のウソつき」（ソロデビュー）
- 21日 - ji ma ma「街」
- 21日 - ジャパハリネット「哀愁交差点」
- 21日 - はなわちえ「月のうさぎ」
- 21日 - laica breeze「STANDING STILL (winter fall Re-calling)」
- 21日 - 雷鼓「知床旅情」
- 21日 - LUNKHEAD「白い声」
- 28日 - CRAZY LOVE「新大阪ラプソディー」
- 28日 - サザーランド「Silent movie」
- 28日 - ZuTTO「明日に続く空」
- 28日 - 東京60WATTS「外は寒いから/ふわふわ」
- 28日 - DROPS「恋のアメリカン・フットボール」
- 28日 - Bean Bag「豆と希望」

### 2月
- 4日 - 小倉優子「恋のシュビドゥバ」
- 4日 - Sugar「GO THE DISTANCE」
- 4日 - HIROMI「エースをねらえ!」
- 11日 - 高岡亜衣「君の傍で」
- 18日 - urb「urb」
- 18日 - 石原江里子「ア・サウザンド・ウィンズ」
- 18日 - 国仲涼子「ふるさと」
- 18日 - 竹井詩織里「静かなるメロディー」
- 18日 - トルネード竜巻「ブレイド」
- 18日 - 般若「おはよう日本」
- 18日 - フジファブリック「アラモルト」（プレデビュー）
- 18日 - 森麻季「あなたがそばにいたら」
- 18日 - Miz「New Day」（再デビュー）
- 21日 - 荘野ジュリ「駅ニテ」
- 21日 - SCHOOL GIRL'69「Distant Lights」
- 25日 - AUTO PILOT「C-C-C」
- 25日 - sacra「イエスタデイ」
- 25日 - GTP「春だったね」
- 25日 - ジェット機「JET'S FACTORY」
- 25日 - D-NA「sora～空～」
- 25日 - ゆう「てんのみかく」（ソロデビュー）

### 3月
- 3日 - erico「Everything+Ash」
- 3日 - the 原爆オナニーズ「THE FUN JUST NEVER ENDS?～みんな大好きthe原爆オナニーズ～」
- 3日 - 赤痢「赤痢の花園 TWIN VERY BEST OF SEKIRI」
- 3日 - TAMAMIZU「みにくい反逆児／風の生まれる場所／青く、ただ青く」
- 3日 - Hi-Timez「In My Words ～言葉にできない～」
- 3日 - Buzy「鯨」（改名デビュー）
- 3日 - Berryz工房「あなたなしでは生きてゆけない」
- 3日 - 萬Z(量産型)「日本ブレイク工業 社歌 DVD」
- 10日 - &G「Wonderful Life」
- 10日 - SABOTEN「おくりもの」
- 10日 - GB「足跡/負けるもんか」
- 10日 - TATE & MARKIE「喜びの唄」
- 10日 - DJ YUZE「PORTAL BLUE」
- 10日 - HAV「YOU GONNA FEEL」
- 17日 - 小野真弓「春」
- 17日 - COPTER4016882「perfect joke」
- 17日 - 245「Experience」
- 24日 - 京山幸枝若 (2代目)「浪花華しぐれ」
- 24日 - 五條真由美「DANZEN! ふたりはプリキュア」
- 24日 - ＃18「～Open Sesame～ヒラケゴマ!!」
- 24日 - Rie fu「Rie who!?」

### 4月
- 1日 - AXBITES「AXBITES」
- 1日 - 仙台貨物「送る言葉」
- 1日 - ホタル「西口改札ラプソディー」
- 3日 - ユンナ「ゆびきり」
- 7日 - CANCION「疾風怒濤/MOMENT」
- 7日 - サスケ「青いベンチ」
- 7日 - スムルース「帰り道ジェット」
- 7日 - フクシマサトシ「手紙」
- 7日 - Rin'「Sakitama～幸魂～」
- 14日 - フジファブリック「桜の季節」（正式デビュー）
- 21日 - Our Love to Stay「春」
- 21日 - オーノキヨフミ「平凡」
- 21日 - 北山たけし「片道切符」
- 21日 - KOHL「blue」
- 21日 - KOTOKO「羽-hane-」
- 21日 - ストロー「さよならも言えなくて」
- 21日 - タオルズ「君に幸あれ」
- 21日 - TaQ「ongaq:stromatolite」
- 21日 - DOBERMAN INC「Conversation Piece」
- 21日 - やなわらばー「青い宝」
- 21日 - レイラーニ「ほしのしずく」
- 28日 - 河辺千恵子「be your girl」
- 28日 - 伊藤ふみお「広い空のメロディー」（ソロデビュー）
- 28日 - D'espairsRay「BORN」
- 28日 - み斗ひ「白い蝶」

### 5月
- 8日 - THE STRiPES「Loosey」
- 8日 - FictionJunction YUUKA「瞳の欠片」
- 12日 - 藍坊主「ヒロシゲブルー」
- 12日 - eastern bloom「capyba-land」
- 12日 - COOL JOKE「UNDO」
- 12日 - NEWS「希望～Yell～」
- 12日 - HUNGRY DAYS「明日に向かって」
- 12日 - THE BOOGIE JACK「プラネットホーム」
- 12日 - メレンゲ「サーチライト」
- 19日 - 勝手にしやがれ「フィンセント・ブルー」
- 19日 - Goose Bumps「Goose Bumps I」
- 19日 - 東京エスムジカ「月凪」
- 19日 - HOME MADE 家族「Oooh! 家～!」
- 19日 - ザ・マスミサイル「今まで何度も」
- 19日 - 森山愛子「おんな節」
- 19日 - Radio Caroline「Dead Groovy Action」
- 21日 - アツキヨ「ごあいさつ/ふりかけの歌」
- 21日 - コミネリサ「Will」
- 21日 - SPORTS「Sports Wear」
- 26日 - 杏さゆり「100 MAGIC WORDS」
- 26日 - 大沢あかね「夏日星」
- 26日 - 櫻井敦司「SACRIFICE」（ソロデビュー）
- 26日 - CHOKE SLEEPER「Ground and sky」
- 26日 - Zwei「Movie Star」
- 26日 - NAOMI YOSHIMURA「太陽の公園」
- 26日 - FREENOTE「キライチューン」
- 26日 - 知久光康&国華「咒～Mantra～」
- 26日 - 矢野絢子「てろてろ」
- 26日 - 弥生「SUNRISE」
- 26日 - ROOM「祈り」

### 6月
- 2日 - 多胡邦夫「赤い雨」
- 2日 - 玉木宏「Seasons」
- 2日 - VADER「V-XL(Five-Extra Large)」
- 2日 - PET「PARTY BABY」
- 9日 - アカツキ.「フルアヘッド」
- 9日 - CROSS CLOVER「evergreen（いのちの唄声）」
- 9日 - JINDOU「69」
- 9日 - TiA「Every time」
- 9日 - 安良城紅（現:BENI）「Harmony」（ソロデビュー）
- 9日 - Lucy「ROCKAROLLICA」
- 16日 - 秘密博士とエンペラーズ「ポマードとグラサン」
- 16日 - ラバーキャロッツ「ピエロ」
- 23日 - アナログフィッシュ「アナログフィッシュ」
- 23日 - AIR DRIVE「彼岸花/なないろ」
- 23日 - H☆G☆S☆P「HIGH-GRADE-SPECIAL」
- 23日 - 木村カエラ「Level42」
- 23日 - Salyu「VALON-1」
- 23日 - 三代目コロムビア・ローズ「出航五分前」
- 23日 - SOIL&"PIMP"SESSIONS「PIMPIN’」
- 23日 - ドレミ團「劣情ららばい」
- 23日 - 一十三十一「フェルマータ」
- 23日 - Fly☆81「フェルマータ」
- 23日 - マキシマム ザ ホルモン「ロック番狂わせ/ミノレバ☆ロック」
- 23日 - Mellowhead「Another day,Another place」
- 23日 - LADYBUG「FLASH」
- 30日 - エムラミノル「恋花火」
- 30日 - CRYSTAL MOVEMENT「THA DOPE PROJECT」
- 30日 - Maya「Maya」

### 7月
- 7日 - OUTSIDE SIGNAL「ガンバレって歌」
- 7日 - ZAN「風籟～Furai～」
- 7日 - D-51「TOP OF THE SUMMER」
- 7日 - 100s「A/やさしいライオン」
- 7日 - China Music Orchestra「メイド・イン・チャイナ」
- 7日 - MONTIEN「MONTIEN」
- 7日 - Radio Beach「WHITE HEADPHONE」
- 14日 - September「冬のソナタ～最初から今まで～」
- 14日 - doa「火ノ鳥のように」
- 14日 - TOMOKA「feel/いかレスラーの歌」
- 21日 - 巨乳まんだら王国「王国民洗脳教育セット」
- 21日 - 紗野葉子「エレガント・ジャズ～魅せられて～」
- 21日 - NAGISA COSMETIC「NAGISA COSMETIC」
- 21日 - LITTLE「I SING, I SAY」
- 21日 - Re*GirL「ファンタジー」
- 22日 - 橘朔也(天野浩成)「rebirth」
- 22日 - Seattle Standard Café「Seattle Standard Café」
- 22日 - sui「赤色ダンスホール」
- 22日 - Shulla「白黒の世界」
- 22日 - タテタカコ「そら」
- 22日 - BEAT CRUSADERS「A PopCALYPSE NOW ～地獄のPOP示録～」
- 28日 - 市川喜康「虹色シアター」
- 28日 - Sunday「リラの片想い」
- 28日 - MOTORWORKS「SPEEDER」

### 8月
- 4日 - Summer Rhyme「KEEP YOUR LITTLE BUDDY BUSY ALL DAY…」
- 4日 - DGEM「Nu Skool Breaks!(Everybody Dance Now)」
- 4日 - TAKA「空」
- 4日 - 高田梢枝「渋滞ぬけみちなし」
- 4日 - HIGHWAY61「POWER TO LIVE」
- 4日 - Ryu「初恋」
- 18日 - DUBSENSEMANIA「appearance」
- 18日 - CHABA「青春キネマ」
- 25日 - ATTACK HAUS「漸 - ZEN」
- 25日 - endive「Sequence Criminal」
- 25日 - GAGLE「Superego」
- 25日 - KEY GOT CREW「ニヤリスト」
- 25日 - 栗コーダーカルテット「栗コーダーカルテット アンソロジー 20 songs in early 10 years(1994～2004)」
- 25日 - JUJU「光の中へ」
- 25日 - セクシーパンサー「きっとシアワセ」
- 25日 - 橋本みゆき「ここにいるから…」
- 25日 - ハットリくん「HATTORI3 (参上)」（再ソロデビュー）
- 25日 - 原田郁子「たのしそう かなしそう」（ソロデビュー）
- 25日 - 非常階段「真・雑音伝説～ロード・オブ・ザ・ノイズ～」
- 25日 - The FLARE「INNER CHILD」
- 25日 - ミスマガジン2003「ユウキ」
- 25日 - 森田クラブ「モンスーン・アジアの葦の舟」
- 25日 - 柳田久美子「スターライト」
- 25日 - りょう「虹色の世界」
- 25日 - Les.R「赤い糸」
- 25日 - 関ジャニ∞「浪花いろは節」(関西地方限定)

### 9月
- 1日 - サザンハリケーン「ダルマに目を入れて」
- 1日 - SUBSTANCE「OPEN」
- 1日 - スパークリング☆ポイント「Hey Hey Baby! You're NO.1!」
- 1日 - 鶴橋知也,藤井洋「Spirit of STAGEA」
- 1日 - Dois Mapas「1.9.0」
- 8日 - 加藤ミリヤ「Never let go/夜空」
- 8日 - KREVA「音色」
- 8日 - Gorie with Jasmine & Joann「Mickey」
- 8日 - 桜なだれ「僕等」
- 8日 - DATE COURSE PENTAGON ROYAL GARDEN「STAYIN' ALIVE/FAME/PAN-AMERICAN BEEF STAKE ART FEDERATION-2」
- 8日 - 東京事変「群青日和」
- 8日 - MEGARYU「JUST NOW」
- 15日 - ナスカ「セカンドステージ」
- 15日 - 藤岡宣男「マジック・オブ・ラブ」
- 15日 - yoonji「All of my heart」
- 18日 - GRAND COLOR STONE「最高の瞬間」
- 22日 - アンダーグラフ「ツバサ」
- 22日 - ウェイ・ウォン「熱情-パッション」
- 23日 - 川久保賜紀「チャイコフスキー&メンデルスゾーン:ヴァイオリン協奏曲」
- 23日 - OLD「throw motion」
- 23日 - Seemass「約束の丘」
- 23日 - tobaccojuice「青い鳥」
- 23日 - トコブクロ「毎朝、ボクの横にいて。」
- 23日 - Fairlife「永遠のともだち」
- 23日 - フリーウェイハイハイ「雨オトコ晴オンナ～オランダ坂で君を待って」
- 22日 - 村上ゆき「Both sides, now〜青春の光と影」
- 22日 - 関ジャニ∞「浪花いろは節」(全国デビュー)
- 23日 - meister「I want you to show me」(ソロデビュー)
- 29日 - 竹仲絵里「秋晴れモノラル」(再デビュー)
- 29日 - 根食真実「北国行きで〜Missing Way〜」
- 29日 - Princess China Music Orchestra「Ayumi Hamasaki Songs meet Princess China Music Orchestra」

### 10月
- 6日 - CAKE-K「ぼくらの必修科目」
- 6日 - GORE-TEX「RELOAD」
- 6日 - ザマギ「やりたいように」
- 6日 - マボロシ「SLOW DOWN!」
- 7日 - 核P-MODEL「ビストロン」(再結成)
- 13日 - TRIPLANE「スピードスター」
- 14日 - 佐藤広海「Cherry～天国からの贈り物～」
- 14日 - 世理奈「消える想い」
- 20日 - 彩音「KIZUNA〜絆」
- 20日 - オオゼキタク「群青グラフィティ」
- 20日 - カノン「キセキ Song of Love」
- 20日 - 川江美奈子「願い唄」
- 20日 - DJ HAZIME「ON THE WHEELZ OF STEEL(WHAT'S MY NAME?)」
- 20日 - Bank Band「沿志奏逢」
- 20日 - 雅-miyavi-「ロックの逆襲 -スーパースターの条件-/21世紀型行進曲」
- 21日 - カンニング「カンニングのヘイ・ユウ・ブルース」
- 21日 - 小池リサ「天使の奇跡」
- 21日 - コーヒーカラー「人生に乾杯を!」
- 21日 - JET KELLY「星のリンダ/手の中の未来」
- 21日 - 松尾宗仁「Like A Rollin’ Stone」(ソロデビュー)
- 27日 - Sound Horizon「Elysion -楽園への前奏曲-」
- 27日 - 柴草玲「精霊たちのえくぼ」
- 27日 - 月姫et霧島だりあ「優女 -Yujo-」
- 27日 - ユンソナ(sona)「会いたい」
- 27日 - RAMJA「月と遊泳」
- 13日 - 三上ちさこ「ファンダメンタル/Viva La Revolucion」(ソロデビュー)

### 11月
- 3日 - えちうら「パーティ☆パーティ」
- 3日 - キャプテンストライダム「マウンテン・ア・ゴーゴー・ツー」
- 3日 - 漁港「鮪」
- 10日 - The Ivory Brothers「ふたつだけ」
- 10日 - 風味堂「眠れぬ夜のひとりごと」
- 10日 - master*piece「マスター・ピース」
- 10日 - 森大輔「TRUST ME」
- 10日 - Ricken's「Dear my friends/80's Pure」
- 17日 - STAN「STAN」
- 17日 - 高田みち子「Night Buzz」
- 17日 - 友近「Tokyo」
- 17日 - 浜田雅功と槇原敬之「チキンライス」
- 17日 - ロードオブメジャー「心絵」
- 25日 - kukui「透明シェルター」
- 25日 - 東風「想い唄～ウムイウタ～」
- 25日 - つきよみ「素顔/茜」
- 25日 - NORISIAM-X「Brave New World」
- 26日 - 美郷あき「君が空だった」

- Aisa、aki、「APPLE O’CLOCKS」、YIRUMA、上杉昇（ソロとしてデビュー）、S-Sence、ORCA、鍵冨弦太郎、片霧烈火、ストレンジヌードカルト、大藤桂子、2am、豊田かずみ、日給8000円、藤原いくろう、ユシローズ、Lena Park

### 12月
- 1日 - COLOR（現・DEEP）「Special love」
- 1日 - 長瀬実夕「Just 4 your Luv」(ソロデビュー)
- 1日 - マシコタツロウ「歌う声を聞けば」
- 1日 - リュ・シウォン「約束」
- 8日 - Water「好きで好きで」
- 8日 - 信近エリ「Lights」
- 15日 - Screaming Frogs「the frogs at beautiful sunset」
- 29日 - RATHER UNIQUE「Winter Bell」

- UP STEADY、池田真咲、石田三紀子、イ・ジョンヒョン、石塚栄美、江原啓之、大嶽香子(ソロデビュー)、加藤康恵、noon

## アテネオリンピックテーマソング
| NHK                  | ゆず「栄光の架橋」（作詞・作曲：北川悠仁、編曲：松任谷正隆） |
| 日本テレビ           | 嵐「Hero」（作詞：SPIN）                                     |
| TBSテレビ・TBSラジオ | SMAP「ススメ!〜アテネバージョン〜」                          |
| フジテレビ           | 森山直太朗「今が人生〜飛翔編〜」                             |
| テレビ朝日           | B'z「ARIGATO」                                               |
| テレビ東京           | 島谷ひとみ「Z!Z!Z! -Zip!Zap!Zipangu!-」                      |
| 自転車競技応援曲     | ↑THE HIGH-LOWS↓「荒野はるかに」（作詞・作曲：真島昌利）      |

## CM
| サザンオールスターズ「君こそスターだ」 | 自動車メーカー・キャンペーンソング                |
| L'Arc〜en〜Ciel「自由への招待」        | 自動車メーカーCFソング                            |
| 小田和正「たしかなこと」               | 生命保険企業CM曲（シングルは2005年5月25日に発売） |
| ORANGE RANGE「花」                     | 携帯電話CMソング                                  |
| ORANGE RANGE「以心電信」               | 携帯電話キャンペーンソング                        |
| ORANGE RANGE「ロコローション」         | CMソング                                          |

## 結成

### アイドル・ガールズグループ・ボーイバンド
- あややムwithエコハムず（ - 2005年）
- エコモニ。（ - 2007年）
- SG Wannabe
- Kaori@livedoor PHOENIX（ - 2006年）
- Question?（ - 2012年）
- J.J.Express（ - 2007年?）
- W（ - 2007年）
- 美勇伝（ - 2008年）
- Berryz工房（ - 2015年）
- LOVE YOURS（ - 2005年）

### バンド・音楽グループ・音楽ユニット（日本）
- Earth Conscious（ - 2012年?）
- IRabBits
- OUTSIDE SIGNAL（ - 2007年）
- Agitato（ - 2018年?）
- Astro（ - 2010年?）
- あっぱ
- A.F.R.O（ - 2020年?）
- あべにゅうぷろじぇくと
- Amazing Carnival（ - 2009年）
- 雨ふらしカルテット
- 彩冷える
- アロエルート
- underslowjams
- WEAVER（ - 2023年）
- Wizard（ - 2013年）
- Wishful BLank（ - 2007年）
- WILL（ - 2010年?）
- OOM（ - 2009年）
- Water（ - 2013年）
- 打首獄門同好会
- uno
- Elements Garden
- オータムリーフ管弦楽団
- ALL OFF
- 快進のICHIGEKI
- 歌劇★ビジュー（ - 2016年?）
- 岸田教団&THE明星ロケッツ
- キジ☆ムナ（ - 2008年?）
- 九州管楽合奏団
- 9mm Parabellum Bullet
- girugamesh（ - 2016年）
- QUATTRO（ - 2015年）
- グッドラックヘイワ
- グレゴリアーナ・フィルハーモニー管弦楽団
- ゴールデンボンバー
- KOOLOGI（ - 2006年?）
- コカリク-4D
- ゴマルヨンズボン（ - 2016年?）
- ザ50回転ズ
- The DUST'N'BONEZ
- The FLARE（ - 2006年）
- THE BAWDIES
- The you
- サクラメリーメン
- サヨコオトナラ（ - 2011年?）
- 3SHINE
- SunSet Swish→Swish!→SunSet Swish
- JETT SETT
- Jeepta（ - 2013年）
- SiM
- JARNZΩ
- JUSWANNA（ - 2010年）
- SHANK
- シュノーケル
- JULEPS（ - 2022年）
- 少年カミカゼ
- serial TV drama（ - 2021年）
- SINGER SONGER（ - 2005年）
- School Food Punishment（ - 2012年）
- Screaming Frogs（ - 2011年?）
- stillichimiya
- STGM（ - 2010年?）
- SPIRAL SPIDERS（ - 2008年）
- SMELLMAN
- SEGA ROCK（ - 2004年?）
- seven oops
- Sel'm（ - 2016年）
- cero
- THYME（ - 2010年?）
- te'
- TMG（ - 2004年）
- DEEP
- ティーンズミュージカルSAGA
- TERIYAKI BOYZ
- doa
- toi teens!?（ - 2008年）
- Tokyo Calling（ - 2009年）
- TWO-nothing
- Tone Palette（ - 2011年?）
- Dr.DOWNER
- どぶろっく
- TRIX
- TRIPLE-P（ - 2009年?）
- tron（ - 2009年）
- Naifu（ - 2009年）
- 中ノ森BAND（ - 2008年）
- 中村姉妹（ - 2009年?）
- ナスカ
- Natural Radio Station
- Nabowa
- NICO Touches the Walls（ - 2019年）
- Nu Soul Quake
- ニュー・グルーヴ・ジャズ・オーケストラ
- noid
- Hearts Grow（ - 2009年）
- HOWL
- back number
- HotchPotchi（ - 2009年）
- ハヌマーン（ - 2012年）
- HAV（ - 2005年）
- Bank Band
- ピアノデュオ ドゥオール
- FEELFLIP（ - 2019年）
- 秀吉
- ヒネモス
- HIBI★Chazz-K
- FUNKY MONKEY BABYS→FUNKY MONKEY BΛBY'S
- Phantasmagoria（ - 2010年）
- FAN TAN（ - 2005年）
- Four Chamber View
- プリングミン（ - 2012年）
- Princess China Music Orchestra（ - 2004年?）
- BLUE ENCOUNT
- plenty（ - 2017年）
- Pay money To my Pain（ - 2013年）
- Bergerac（ - 2009年）
- HOLIDAYS OF SEVENTEEN（ - 2015年）
- ほりほりオーケストラ
- BON'Z（ - 2008年）
- Missing Link（ - 2012年）
- 雅〜MIYABI〜（ - 2006年）
- MinstreliX
- MUFAS（ - 2015年?）
- 明治高校マンドリン部OB孝友会オーケストラ（ - 2015年?）
- Metis Gretel（ - 2008年）
- MEN☆SOUL（ - 2012年）
- MOSQUITO SPIRAL
- eufonius
- UNISON SQUARE GARDEN
- LITE
- La!ハラトミ太鼓（ - 2015年?）
- ラムジ（ - 2013年）
- real
- REVERSLOW（ - 2006年?）
- Rie&Qoonie
- 六合
- lynch.
- Lucy（ - 2008年）
- ロミオマシーン（ - 2007年?）
- YK型（ - 2011年?）

### バンド・音楽グループ・音楽ユニット（海外）
- アーキテクツ
- アタクシア（ - 2004年）
- アップ・ダーマ・ダウン
- アビゲイル・ウィリアムズ
- アフター・ザ・ベリアル
- イエティ（ - 2009年）
- イグデスマン&ジョー
- イル・ディーヴォ
- ウォーブリンガー
- エンフォーサー
- カスケーダ
- キノ
- キャンサー・バッツ
- クイーン+ポール・ロジャース（ - 2009年）
- KTU
- ケルティック・ウーマン
- ザ・クークス
- ザ・ゴースト・インサイド
- ザ・ティアーズ（ - 2006年）
- ジ・アゴニスト
- ジガイ
- ジャックス・マネキン（ - 2012年）
- スカー・シンメトリー
- スナーキー・パピー
- 3OH!3
- セット・ユア・ゴールズ
- Dynamic Duo
- タイ・フィルハーモニック管弦楽団
- Time's Forgotten
- デジタリズム
- デヴィル・ソールド・ヒズ・ソウル
- テレヴァイズ
- TRAX（ - 2019年）
- パニック!アット・ザ・ディスコ（ - 2023年）
- バルタザール
- ヒード（ - 2008年）
- ブリング・ミー・ザ・ホライズン
- フロスト*
- ヘラクレス・アンド・ラヴ・アフェア
- ホーリー・ファック
- ヴォトク
- ポルトガル・ザ・マン
- マイグレイン
- モーツァルト管弦楽団
- ユー・ミー・アット・シックス
- ルイージ・ケルビーニ・ジョヴァニーレ管弦楽団
- レイク・ストリート・ダイヴ
- レズ・ツェッペリン

## 再結成・活動再開
- ウィルソン・フィリップス
- ウォズ (ノット・ウォズ)
- エクストリーム（年内限定）
- 音楽座ミュージカル
- ギャング・オブ・フォー
- クィダム
- SNAIL RAMP（9月 - ）
- SEX MACHINEGUNS（4月4日 - ）
- トラフィック（年内限定）
- 猫
- ノーザン・アップロアー（ - 2007年）
- バオムシュタム
- ハニーカムズ
- ピクシーズ
- The Farm
- フィア・ファクトリー
- ヘアカット100（年内限定）
- ヘルメット
- VOX ONE
- ザ・ムーブ（ - 2014年）
- メガデス
- ROSSO

## 活動休止・解散
- UNDER17（ - 11月20日）
- THE YELLOW MONKEY
- エレキハチマキ
- COVER
- KICK THE CAN CREW（ - 6月20日）
- KIX-S
- クラッシュ・イン・アントワープ（ - 10月）
- 外道（ - 9月）
- SKA SKA CLUB（ - 12月）
- DASEIN（ - 1月7日）
- チコチェアー（ - 11月11日）
- チン☆パラ（ - 4月7日）
- DETERMINATIONS
- パステル（ - 1月11日）
- baroque（ - 12月25日）
- Hysteric Blue（ - 3月4日）
- The Bittles
- FANTA ZERO COASTER（ - 3月27日）
- feel（ - 6月17日）
- Hermann H.&The Pacemakers
- Whiteberry（ - 3月31日）
- 麻波25（ - 7月）
- ミニモニ。（ - 5月2日）
- Merry Go Round（ - 5月15日）
- 妄走族
- Laputa（ - 9月5日）
- LUVandSOUL
- YKZ

## 逮捕
- 3月4日 - ナオキ（Hysteric Blue）

## 誕生

### 1月〜6月
| 生年月日・年齢        | 名前                         | 出身           | 職業・所属・備考                                                       |
| --------------------- | ---------------------------- | -------------- | ---------------------------------------------------------------------- |
| 2004年1月3日（21歳）  | 松尾美佑                     | 千葉県         | 歌手、乃木坂46                                                         |
| 2004年1月13日（21歳） | 平内真矢                     | 広島県         | 歌手、元peony                                                          |
| 2004年1月15日（21歳） | 杏ジュリア                   | 東京都         | 歌手、超ときめき♡宣伝部                                                |
| 2004年1月15日（21歳） | グレース・ヴァンダーウォール | アメリカ合衆国 | 歌手                                                                   |
| 2004年1月19日（21歳） | 伊勢鈴蘭                     | 北海道         | 歌手、アンジュルム                                                     |
| 2004年1月19日（21歳） | 黒見明香                     | 東京都         | 歌手、乃木坂46                                                         |
| 2004年1月20日（21歳） | 山口綺羅                     | 長崎県         | 歌手、mirage2/Girls2                                                   |
| 2004年1月22日（21歳） | 宮世琉弥                     | 宮城県         | 歌手・俳優、元M!LK                                                     |
| 2004年1月25日（21歳） | 持永真奈                     | 東京都         | アイドル、僕が見たかった青空                                           |
| 2004年1月27日（21歳） | 上村亜柚香                   | 愛知県         | 歌手、SKE48                                                            |
| 2004年2月2日（21歳）  | 岩本蓮加                     | 東京都         | 歌手、乃木坂46                                                         |
| 2004年2月8日（21歳）  | 池田裕楽                     | 広島県         | 歌手、STU48                                                            |
| 2004年2月9日（21歳）  | 為永幸音                     | 長野県         | 歌手、アンジュルム                                                     |
| 2004年2月14日（21歳） | 大谷満理奈                   | 山口県         | 歌手、STU48                                                            |
| 2004年2月16日（21歳） | 仲村星虹                     | 福岡県         | 歌手                                                                   |
| 2004年2月21日（21歳） | 宇田川桜夢                   | 大阪府         | 歌手、ラストアイドル                                                   |
| 2004年2月22日（21歳） | 竹本くるみ                   | 東京都         | 歌手、HKT48                                                            |
| 2004年2月23日（21歳） | 山口陽世                     | 鳥取県         | 歌手、日向坂46                                                         |
| 2004年2月23日（21歳） | 森本茉莉                     | 東京都         | 歌手、日向坂46                                                         |
| 2004年2月26日（21歳） | 小島はな                     | 東京都         | 歌手、アメフラっシ/浪江女子発組合 元3B junior/元マジェスティックセブン |
| 2004年2月27日（21歳） | 本田珠由記                   | 栃木県         | 歌手、≠ME                                                              |
| 2004年2月28日（21歳） | 和泉芳怜                     |                | 歌手、PiXMiX                                                           |
| 2004年3月11日（21歳） | 佐々木一心                   | 静岡県         | 歌手、ラストアイドル                                                   |
| 2004年3月13日（21歳） | 寺田陽菜                     | 新潟県         | 歌手、NGT48                                                            |
| 2004年3月15日（21歳） | 西岡将汰                     | 滋賀県         | 歌手・ダンサー、Zero PLANET                                            |
| 2004年3月16日（21歳） | 北川莉央                     | 東京都         | 歌手、モーニング娘。                                                   |
| 2004年3月22日（21歳） | 籾山ひめり                   | 栃木県         | 歌手、Someday Somewhere/元Spindle                                      |
| 2004年3月27日（21歳） | アミラ・ウィルハーフン       | オランダ       | 歌手                                                                   |
| 2004年4月2日（21歳）  | 小川桜花                     | 宮崎県         | 女優・歌手、Girls2                                                     |
| 2004年4月2日（21歳）  | 武内愛莉                     |                | 歌手、PiXMiX                                                           |
| 2004年4月2日（21歳）  | 永田詩央里                   | 広島県         | 歌手、≠ME                                                              |
| 2004年4月2日（21歳）  | 本城珠莉亜                   | 神奈川県       | 歌手、元ラストアイドル                                                 |
| 2004年4月2日（21歳）  | 本間菜穂                     | 埼玉県         | 歌手、FAVO♡/元ミラクルキャンディーベリー                               |
| 2004年4月10日（21歳） | わたなべちひろ               | 東京都         | 歌手                                                                   |
| 2004年4月12日（21歳） | 上村ひなの                   | 東京都         | 歌手、日向坂46                                                         |
| 2004年4月13日（21歳） | 櫻井もも                     | 神奈川県       | 歌手、≠ME                                                              |
| 2004年4月14日（21歳） | 川端結愛                     | 京都府         | モデル・歌手、MAGICOUR                                                 |
| 2004年4月15日（21歳） | 松村和哉                     | 長野県         | 歌手、SUPER★DRAGON                                                     |
| 2004年4月20日（21歳） | 進藤あまね                   | 愛知県         | 声優・歌手、Morfonica                                                  |
| 2004年4月28日（21歳） | 柴崎楽                       | 千葉県         | 俳優・歌手・ダンサー、SUPER★DRAGON                                     |
| 2004年5月2日（21歳）  | 馬場彩華                     | 佐賀県         | 歌手、HKT48                                                            |
| 2004年5月4日（21歳）  | 谷花音                       | 埼玉県         | 女優、すたーふらわー                                                   |
| 2004年5月6日（21歳）  | 桜ひなの                     | 岩手県         | 歌手、いぎなり東北産                                                   |
| 2004年5月17日（21歳） | 愛敬淳希                     | 神奈川県       | 歌手                                                                   |
| 2004年5月20日（21歳） | 杢代和人                     | 東京都         | 歌手、原因は自分にある。                                               |
| 2004年5月23日（21歳） | 新谷野々花                   | 広島県         | 歌手、STU48                                                            |
| 2004年5月29日（21歳） | 永井結海                     | 東京都         | 歌手、Little Glee Monster                                              |
| 2004年6月4日（21歳）  | マッケンジー・ジーグラー     | アメリカ合衆国 | 歌手・ダンサー・女優                                                   |
| 2004年6月5日（21歳）  | 藤本ばんび                   | 東京都         | 女優・歌手、元ときめき宣伝部                                           |
| 2004年6月8日（21歳）  | 筒井あやめ                   | 愛知県         | 歌手、乃木坂46                                                         |
| 2004年6月14日（21歳） | 吉田爽葉香                   | 大阪府         | 歌手、@onefive/元さくら学院                                            |
| 2004年6月17日（21歳） | 鈴木福                       | 東京都         | 俳優・タレント、元薫と友樹、たまにムック。                             |
| 2004年6月18日（21歳） | 大石夏摘                     | 東京都         | 歌手、元ラストアイドル                                                 |
| 2004年6月19日（21歳） | 夏目咲莉愛                   | 大阪府         | 歌手、Lily of the valley                                               |
| 2004年6月23日（21歳） | 芦田愛菜                     | 兵庫県         | 女優・タレント・歌手、元薫と友樹、たまにムック。                       |
| 2004年6月28日（21歳） | 小越春花                     | 新潟県         | 歌手、NGT48                                                            |

### 7月〜12月
| 生年月日・年齢         | 名前               | 出身       | 職業・所属・備考                       |
| ---------------------- | ------------------ | ---------- | -------------------------------------- |
| 2004年7月20日（21歳）  | 葵るり             | 神奈川県   | 歌手、ukka                             |
| 2004年7月23日（21歳）  | 鈴木愛菜           | 北海道     | 声優・歌手、Aqours                     |
| 2004年7月25日（21歳）  | 小田倉麗奈         | 東京都     | 歌手、櫻坂46                           |
| 2004年7月27日（21歳）  | 小見山沙空         | 新潟県     | 歌手、NGT48                            |
| 2004年7月29日（21歳）  | 大谷悠妃           | 愛知県     | 歌手、SKE48                            |
| 2004年8月7日（21歳）   | 石井蘭             | 埼玉県     | 歌手、mirage2/Girls2                   |
| 2004年8月10日（21歳）  | 古舘葵             | 東京都     | 歌手、NGT48                            |
| 2004年8月12日（21歳）  | 鈴野未光           | 京都府     | 歌手、NiziU                            |
| 2004年8月18日（20歳）  | 村井優             | 東京都     | 歌手、櫻坂46                           |
| 2004年8月24日（20歳）  | 石橋陽彩           | 千葉県     | 声優・歌手                             |
| 2004年8月28日（20歳）  | 藤平華乃           | 千葉県     | 歌手、@onefive/元さくら学院            |
| 2004年8月31日（20歳）  | チャン・ウォニョン | 韓国       | 歌手、IVE/元IZ*ONE                     |
| 2004年8月31日（20歳）  | 藤平美香           | フィリピン | 歌手、Little Glee Monster              |
| 2004年9月2日（20歳）   | 鈴木くるみ         | 東京都     | 歌手、AKB48                            |
| 2004年9月2日（20歳）   | 峯吉愛梨沙         | 広島県     | 歌手、STU48                            |
| 2004年9月3日（20歳）   | 中川千尋           | 静岡県     | 歌手、アップアップガールズ（2）        |
| 2004年9月7日（20歳）   | 有友緒心           | 千葉県     | 歌手、@onefive/元さくら学院            |
| 2004年9月16日（20歳）  | 三好佑季           | 東京都     | 歌手・女優、Shibu3 project/元magical2  |
| 2004年9月16日（20歳）  | ゆーゆ             | 東京都     | 歌手                                   |
| 2004年9月25日（20歳）  | 小林星蘭           | 東京都     | 女優、すたーふらわー                   |
| 2004年9月27日（20歳）  | 薄倉里奈           | 千葉県     | 元歌手・女優、元miracle²               |
| 2004年9月28日（20歳）  | 工藤由愛           | 北海道     | 歌手、Juice=Juice                      |
| 2004年10月4日（20歳）  | 森下舞羽           | 山口県     | 歌手、STU48                            |
| 2004年10月14日（20歳） | 山口結杏           | 兵庫県     | アイドル、僕が見たかった青空           |
| 2004年10月20日（20歳） | 相川奏多           | 兵庫県     | 声優・歌手                             |
| 2004年10月20日（20歳） | 岡村美波           | 大阪府     | 歌手、BEYOOOOONDS                      |
| 2004年10月22日（20歳） | 佐久間彩加         | 東京都     | 歌手                                   |
| 2004年10月24日（20歳） | 宮腰友里亜         | 福井県     | アイドル、僕が見たかった青空           |
| 2004年11月4日（20歳）  | 酒寄楓太           | 東京都     | 歌手・ダンサー・モデル、NEW STYLE BOYs |
| 2004年11月7日（20歳）  | 小田柚葉           | 東京都     | 女優・歌手・ダンサー、Girls2           |
| 2004年11月20日（20歳） | 隅谷百花           | 兵庫県     | 歌手、Girls2                           |
| 2004年11月22日（20歳） | 泉綾乃             | 京都府     | 歌手、NMB48                            |
| 2004年11月23日（20歳） | BINNE              | ベトナム   | 音楽プロデューサー                     |
| 2004年11月26日（20歳） | 齋藤樹愛羅         | 栃木県     | 歌手、=LOVE                            |
| 2004年12月8日（20歳）  | 森萌々穂           | 東京都     | 歌手、@onefive/元さくら学院            |
| 2004年12月8日（20歳）  | DJ RENA            | 奈良県     | DJ                                     |
| 2004年12月19日（20歳） | 中村雪音           | 神奈川県   | 歌手、元ザ・コインロッカーズ           |
| 2004年12月20日（20歳） | 菅田愛貴           | 東京都     | 歌手、超ときめき♡宣伝部                |
| 2004年12月22日（20歳） | 清野桃々姫         | 東京都     | 歌手、BEYOOOOONDS                      |
| 2004年12月27日（20歳） | 雪月心愛           | 埼玉県     | 歌手、CROWN POP                        |
| 2004年12月28日（20歳） | 泉真凜             | 茨城県     | 歌手、元ザ・コインロッカーズ           |

## 死去
- 1月5日 - 和田弘（東京都、歌手、和田弘とマヒナスターズ、*1931年）
- 1月29日 - 清水和彦（滋賀県、ミュージシャン、The Water Of Life、*1971年）
- 1月30日 - ノラ・グルムリーコヴァー（ チェコ、ヴァイオリニスト、*1930年）
- 2月4日 - 手塚しげお（山梨県、歌手・俳優、*1942年）
- 2月17日 - 世良譲（島根県、ジャズ・ピアニスト、*1932年）
- 3月6日 - 高村ルナ（兵庫県、アイドル、ゴールデン・ハーフ、*1952年）
- 3月20日 - いかりや長介（東京府、コメディアン、ザ・ドリフターズ、*1931年）
- 3月16日 - ヴィレム・タウスキー（ チェコ、指揮者・作曲家、*1910年）
- 3月22日 - 豆千代（岐阜県、芸者・歌手、*1912年）
- 3月23日 - 寺島尚彦（東京都、作曲家、*1930年）
- 3月24日 - 三ツ矢歌子（大阪府、女優・歌手、*1936年）
- 5月18日 - エルヴィン・ジョーンズ（ アメリカ合衆国、ジャズ・ドラマー、*1927年）
- 6月2日 - ニコライ・ギャウロフ（ ブルガリア、バス歌手、*1929年）
- 6月10日 - レイ・チャールズ（ アメリカ合衆国、R&B歌手・ピアニスト、*1930年）
- 7月13日 - カルロス・クライバー（ オーストリア、指揮者、*1930年）
- 7月21日 - ジェリー・ゴールドスミス（ アメリカ合衆国、作曲家、*1929年）
- 7月29日 - 高田誠一（長崎県、元BLACK CATSのボーカリスト、*1960年）
- 8月6日 - リック・ジェームス（ アメリカ合衆国、ファンク・ミュージシャン、*1948年）
- 8月9日 - デイヴィッド・ラクシン（ アメリカ合衆国、作曲家、*1912年）
- 8月17日 - 徳永善也（福岡県、元チェッカーズのドラマー、*1964年）
- 8月18日 - エルマー・バーンスタイン（ アメリカ合衆国、作曲家、*1922年）
- 8月26日 - ローラ・ブラニガン（ アメリカ合衆国、歌手、*1952年）
- 10月4日 - 松原みき（大阪府、シンガーソングライター、*1959年）
- 11月13日 - カルロ・ルスティケッリ（ イタリア、作曲家、*1916年）
- 11月13日 - オール・ダーティー・バスタード（ アメリカ合衆国、ラップ・ミュージシャン、*1968年）
- 11月14日 - ミシェル・コロンビエ（ フランス、プロデューサー、作曲家、*1939年）
- 12月8日 - ダイムバッグ・ダレル（ アメリカ合衆国、ロック・ギタリスト、*1966年）
- 12月19日 - レナータ・テバルディ（ イタリア、ソプラノ歌手、*1922年）